# Acid Arab
Acid Arab est un groupe français de musique électronique. Il est formé en 2012 par deux DJs, Guido Minisky et Hervé Carvalho, immédiatement rejoints par Pierrot Casanova et Nicolas Borne, puis par le claviériste Kenzi Bourras. Le groupe est considéré comme pionnier de l'électro-orientale en France,,.

## Biographie
Le groupe est formé en 2012 par Guido Minisky et Hervé Carvalho, DJ au club parisien Chez Moune. C'est à l'été 2012 que les deux DJs sont invités au festival Pop in Djerba où ils proposent un DJ set en « mode ping-pong » à quatre, avec pour comparse Gilb'r, qui les hébergera plus tard sur son label Versatile Records. Le projet commence « comme un concept, puis un groupe Facebook, puis une fête, puis (presque) un genre[réf. nécessaire] » avant de devenir le groupe Acid Arab.
Acid Arab sort deux albums, Musique de France en 2016, et Jdid en 2019, tous deux sur le label belge Crammed Discs. C'est l'un des groupes français les plus programmés à l'étranger, notamment au Maghreb et au Proche-Orient mais également en Europe. Entre 2015 et 2020, le groupe s'est produit plus de 260 fois, dans une cinquantaine de pays répartis sur quatre continents.
Le quintet collabore abondamment avec des artistes invités, notamment dans son dernier album où intervient notamment le trio de chanteuses touarègues nigériennes Les Filles de Illighadad. Ils ont aussi collaboré avec des interprètes tels que Rachid Taha et Sofiane Saidi, Omar Souleyman et le groupe israélien A-Wa entre autres. Leurs chansons sont interprétées en dialecte arabe de divers pays (La Hafla), tamajaq (Soulan) et même turc (Stil).

## Style musical
Le groupe intègre des éléments de la musique orientale et amazigh, tels que des structures rythmiques (binaire et ternaire superposées), afin de se rapprocher de l'acid house. Acid Arab utilise également des rythmes modernes du raï Algérien où du chaâbi égyptien.

## Discographie
- 2013 : Acid Arab Collections (EP, quatre titres)
- 2015 : Djazirat El Maghreb (EP, trois titres)
- 2016 : Musique de France
- 2019 : Jdid
- 2023 : Trois